# Plebiscito sobre el estatus político de Puerto Rico de 2012
El referéndum sobre el estatus del archipiélago de Puerto Rico se celebró en el Estado Libre Asociado de Puerto Rico el 6 de noviembre de 2012 y trató sobre el estatus político de Puerto Rico. Es el primer Referéndum en la historia política de Puerto Rico en donde la opción de Estadidad obtuvo la victoria.
En el mismo había dos preguntas: en la primera pregunta se consultaba a los votantes sobre si estaban de acuerdo con el statu quo político actual del país, mientras que en la segunda consulta se preguntaba a los votantes si preferían la independencia del país, la integración a Estados Unidos o la libre asociación en el caso de que la primera pregunta fuera favorable a un cambio de estatus.
Los principales partidos políticos del país anunciaron su posición ante las distintas opciones. El Partido Nuevo Progresista (PNP) y el Partido Independentista Puertorriqueño (PIP) afirmaron que defenderían el «No» en la primera pregunta, lo que daría lugar a la segunda consulta, mientras que el Partido Popular Democrático (PPD), confirmó su apoyo al «Sí» para mantener la condición política territorial actual.
Según datos preliminares, más de la mitad de los electores votó a favor de la estadidad en la segunda pregunta, lo que abriría la posibilidad para convertir a Puerto Rico en el Estado 51 de los Estados Unidos de América. Este plebiscito no contaba con apoyo o compromiso del Congreso de los Estados Unidos. El presidente estadounidense Barack Obama afirmó que apoyaría la voluntad de los puertorriqueños si había una clara mayoría.

## Resultados
Fueron finalmente validados 2.351.158 electores, de los cuales 1.827.021 ejercieron su derecho al voto, lo que supone el 77,71 % de participación. De un censo electoral de 2 351 158 personas, finalmente apoyaron la opción definida como mayoritaria en la segunda consulta (convertirse en Estado de EE. UU.) 834 191 personas, lo que supone el 34,24% del censo electoral, el 44,61% de los votos emitidos (1 804 734 en total) y el 61,13% de los votos válidos (1 317 029 en total).
| Primera consulta: ¿Está usted de acuerdo con mantener la condición política territorial actual (Estado Libre Asociado)? | Primera consulta: ¿Está usted de acuerdo con mantener la condición política territorial actual (Estado Libre Asociado)? | Primera consulta: ¿Está usted de acuerdo con mantener la condición política territorial actual (Estado Libre Asociado)? | Primera consulta: ¿Está usted de acuerdo con mantener la condición política territorial actual (Estado Libre Asociado)? |
| Opción | Votos | Porcentaje de votos válidos                                                                                             | Porcentaje de votos totales                                                                                             |
| --- | --- | --- | --- |
| No | 937.955 | 54,00% | 51,71% |
| Sí | 798.938 | 46,00% | 44,04% |
| Votos válidos | 1.736.893 | 100% | 95,75% |
| Votos en blanco | 64.357 | | 3,55% |
| Votos inválidos | 12.781 | | 0,71% |
| Total de votos | 1.814.031 | | 100,00% |
| Fuente: | | | |

| Segunda consulta: Se le pidió al elector que irrespectivamente de su contestación a la primera pregunta, debería contestar cuál de las siguientes opciones no territoriales preferiría. | Segunda consulta: Se le pidió al elector que irrespectivamente de su contestación a la primera pregunta, debería contestar cuál de las siguientes opciones no territoriales preferiría. | Segunda consulta: Se le pidió al elector que irrespectivamente de su contestación a la primera pregunta, debería contestar cuál de las siguientes opciones no territoriales preferiría. | Segunda consulta: Se le pidió al elector que irrespectivamente de su contestación a la primera pregunta, debería contestar cuál de las siguientes opciones no territoriales preferiría. |
| Opción | Votos | Porcentaje de votos válidos | Porcentaje de votos totales |
| --- | --- | --- | --- |
| Estado de EE.UU. | 805.155 | 61,13% | 44,61% |
| Estado Libre Asociado Soberano | 438.896 | 33,32% | 24,32% |
| Independencia | 72.978 | 5,54% | 4,04% |
| Votos válidos | 1.317.029 | 100% | 72,98% |
| Votos en blanco | 470.032 | | 26,04% |
| Votos inválidos | 17.673 | | 0,98% |
| Total de votos | 1.804.734 | | 100,00% |
| Fuente: | | | |